# Rothenberg
Rothenberg är en ortsteil i staden Oberzent i Odenwaldkreis i Regierungsbezirk Darmstadt i förbundslandet Hessen i Tyskland. Rothenberg var en kommun fram till 1 januari 2018 när den uppgick i Oberzent. Kommunen Rothenberg hade 2 265 invånare 2017.